# Rahimuddin Khan
Pour les articles homonymes, voir Khan (homonymie).
 (août 2018).
Si vous disposez d'ouvrages ou d'articles de référence ou si vous connaissez des sites web de qualité traitant du thème abordé ici, merci de compléter l'article en donnant les références utiles à sa vérifiabilité et en les liant à la section « Notes et références ».
Rahimuddin Khan Afridi (en ourdou : رحیم الدین خان), né le 21 juillet 1926 à Kaimganj (Raj britannique) et mort le 22 août 2022 à Lahore (Pakistan), est un général quatre étoiles retraité de l'armée pakistanaise.

## Biographie
Rahimuddin Khan est le 4e président du Comité conjoint des chefs d'état-major du Pakistan, de 1984 à 1987, et l'administrateur de la loi martiale du Baloutchistan, de 1978 à sa démission en 1984. Il a été impliqué en 1973-1977 dans l'opération du Baloutchistan. Rahimuddin Khan a servi plus tard en tant que gouverneur du Sind en 1988, poste dont il a aussi démissionné.